# زاغی دمگاه‌سیاه
زاغی دمگاه‌سیاه (نام علمی: Pica bottanensis)، یک گونه زاغی است که در بوتان مرکزی تا غرب مرکزی چین یافت می‌شود. در گذشته به عنوان زیرگونه‌ای از زاغی اوراسیایی (Pica pica) رده‌بندی می‌شد.